# 東大阪市立枚岡西小学校
東大阪市立枚岡西小学校（ひがしおおさかしりつ ひらおかにししょうがっこう）は、大阪府東大阪市南荘町にある公立小学校。

## 沿革
- 1941年（昭和16年） - 枚岡西国民学校として開校。
- 1947年（昭和22年） - 枚岡町立枚岡西小学校と改称。
- 1955年（昭和30年）1月11日 - 市制実施により、枚岡市立枚岡西小学校と改称。
- 1967年（昭和42年）2月1日 - 東大阪市が誕生し、東大阪市立枚岡西小学校と改称。

## 通学区域
- 新町、鷹殿町、宝町、鳥居町1～6番、7番1～33号、35～45号、8～10番、南荘町、箱殿町、東山町1～10番、13番1～10号、31～39号、14番1～12号、32～45号、弥生町[1]

## 進路状況
ほとんどの児童は東大阪市立枚岡中学校へ進学するが、国私立中学校へ進学する児童もいる。